# Micheál Martin
Micheál Martin (Cork, 1 de agosto de 1960) é um político irlandês e atual Taoiseach (o de facto Primeiro-Ministro da Irlanda) desde 23 de janeiro de 2025. Lidera também o partido Fianna Fáil desde 2011 e já havia servido como Taoiseach entre 2020 e 2022.

## Carreira
Martin nasceu em 1960, filho de Paddy e Laura Martin, em um subúrbio de Cork. Seu pai, Paddy Martin, era um ex-boxeador internacional, e serviu nas Forças de Defesa da Irlanda. Martin se formou na University College Cork. Depois disso, ele trabalhou como professor.
Em 1985, ele foi eleito pela primeira vez para o Conselho da Cidade de Cork. 1992 a 1993 ele ocupou o cargo de Lord Mayor of Cork. Martin já havia sido eleito em 1989 no círculo eleitoral de Cork South-Central para o Fianna Fáil no Dáil Éireann, a câmara baixa do Parlamento irlandês. Nas eleições seguintes, até 2011 inclusive, ele conseguiu defender seu mandato neste círculo eleitoral e, em 1997, quando foi reeleito por seu partido, tornou-se Ministro da Educação no gabinete de Bertie Ahern. Ele ocupou este cargo até 27 de janeiro de 2000, quando substituiu Brian Cowen como Ministro da Saúde. Este, por sua vez, tornou-se Ministro das Relações Exteriores no lugar do resignado David Andrews.
Como Ministro da Saúde (de Ministro da Saúde e Crianças em 2002), Martin fez campanha pela proibição do fumo na Irlanda e fez da Irlanda o primeiro país a introduzir a proibição do fumo. Desde 1º de abril de 2004, existe uma proibição geral de fumar em espaços públicos fechados e para proteger os funcionários em todos os locais de trabalho, incluindo todos os bares e restaurantes. A aceitação da proibição de fumar é muito alta na Irlanda e, consequentemente, Martin era muito popular como Ministro da Saúde. Por seu trabalho, recebeu vários prêmios e prêmios, incluindo a medalha de ouro da Sociedade Europeia de Cardiologia, que foi o primeiro irlandês a receber. Em setembro de 2004, Martin tornou-se Ministro do Comércio (Ministro do Comércio e Emprego Empresarial) nomeado. Ele permaneceu assim até maio de 2008, quando se tornou Secretário de Estado no gabinete de Brian Cowen.
No início de janeiro de 2011, houve um voto de confiança no Parlamento irlandês sobre as políticas do primeiro-ministro Brian Cowen, ao qual ele sobreviveu. Martin, o maior crítico de Cowen dentro do partido, também exigiu que Cowen renunciasse ao cargo de presidente do Fianna Fáil. Quando Cowen recusou, Martin renunciou ao cargo de Ministro das Relações Exteriores da Irlanda em 18 de janeiro de 2011. Após a retirada ainda completou de Cowen como presidente do partido Martin foi eleito em 26 de janeiro de 2011 como o oitavo presidente do Fianna Fáil.
Após as eleições para Dáil Éireann em 8 de fevereiro de 2020, uma coalizão de Fianna Fáil, Fine Gael e o Partido Verde foi formada. O acordo de coalizão estipula que Martin ocupará inicialmente o cargo de Taoiseach (primeiro-ministro irlandês) por 30 meses e depois passará para Leo Varadkar (Fine Gael). Em 27 de junho de 2020, foi eleito com os votos dos partidos da coalizão para o Taoiseach.
Em sua juventude, Martin pertenceu à Ógra Fianna Fáil, a organização juvenil de seu partido, e também foi seu presidente.

Martin conheceu sua esposa na faculdade, e juntos tiveram cinco filhos, entre eles o futebolista irlandês Micheál Aodh, nascido em 1994 e atuante como goleiro. Em 2000, Martin tornou-se pai de Ruairí, que faleceu poucos meses depois, ainda bebê. Anos mais tarde, sua filha Léana, que sofria de uma doença cardíaca, faleceu em outubro de 2010, aos sete anos de idade.